# Lincoln Henrique Oliveira dos Santos
Lincoln Henrique Oliveira dos Santos, mais conhecido como Lincoln (Porto Alegre, 7 de novembro de 1998), é um futebolista brasileiro que atua como meia-atacante. Atualmente joga pelo Hull City, emprestado pelo Fenerbahçe.

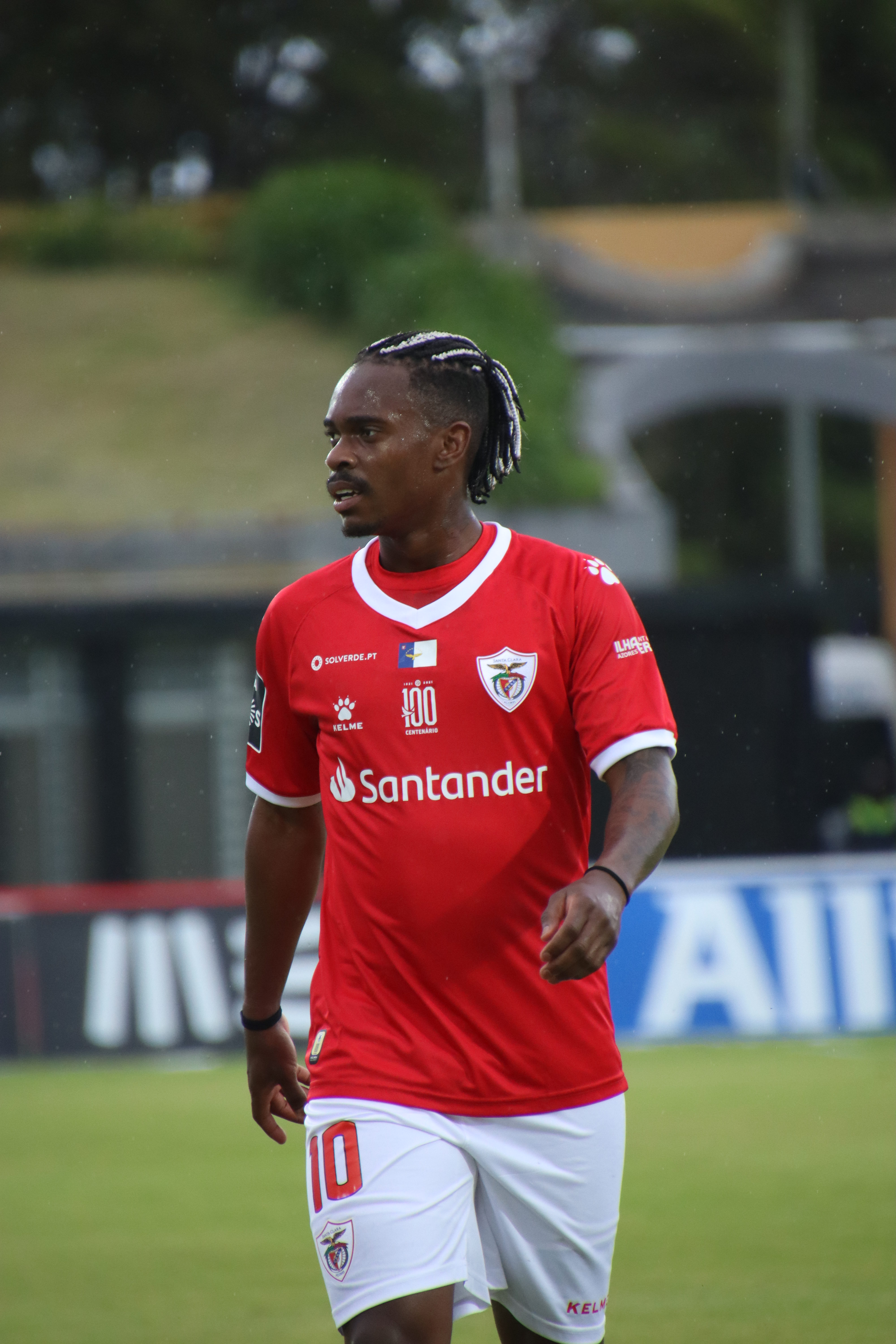
Lincoln atuando pelo CD Santa Clara diante do Boavista, pela 28 rodada do Campeonato Português.

## Carreira

### Categorias de Base
Morador da Vila Mapa na Lomba do Pinheiro em Porto Alegre, aos 8 anos de idade, o então estudante da E. M. Heitor Villa-Lôbos despertava atenção de professores durante as atividades com bola. Acabou recebendo um convite para teste em uma conveniada do Grêmio em Viamão na Região Metropolitana. Após três dias de testes, Lincoln foi integrado as categorias de base do clube gaúcho em 2007. Lincoln vem de uma família de boleiros, além do irmão Rincon, que teve passagem  nas categorias de base do Corinthians, e hoje atua pelo Guaratinguetá time da série C do brasileirão, o pai, Natalício já falecido , jogava na várzea de Porto Alegre, assim como o irmão mais velho da família Oliveira dos Santos, Natalicio Rick Davis. Em 2012, a mãe do atleta, Dona Clode, foi surpreendida com a chegada dos representantes do grupo de investidores DIS Esporte (Grupo chefiado pelo empresário Delcir Sonda) na sua antiga morada no bairro Lomba do Pinheiro. Este contato, quando o jogador ainda tinha 14 anos, mudou a sua vida, e a vida de sua família, começando por um novo lar no Bairro Guarujá, na zona sul de Porto Alegre. Nas categorias de base do Grêmio além do título Brasileiro Sub-15, Lincoln esteve presente em 7 conquistas em campeonatos estaduais.

### Categorias de Base da Seleção
Possui passagens pelas categorias de base da Seleção Brasileira desde os 13 anos de idade. Em 2013 Lincoln se envolveu em polêmica com o então coordenador técnico das categorias de base da Seleção Brasileira, Alexandre Gallo. O coordenador repreendeu o atleta publicamente em uma palestra devido ao seu corte de cabelo que continha escrito "L10". O atleta irritado com a situação por ter virado alvo de chacota, em oportunidade deixou de apertar a mão do técnico Luiz Gabardo Nunes, fato que fez com que não estivesse na lista de convocados para a Copa das Nações, no México. Após ter entendido o recado, o atleta resolveu raspar a cabeça e deixar para trás o visual arrojado, assim, voltou a ser convocado em outras oportunidades. A convocação para o Campeonato Sul-Americano de Futebol Sub-17 de 2015 foi sua sexta convocação para as seleções de base.
Para o Mundial Sub-17 realizado no Chile, foi escolhido capitão da equipe, posto que havia assumido na última partida do Sul-Americano no Chile.

### Grêmio - Início como profissional
Em 18 de agosto de 2014 Lincoln participou de um treino junto aos reservas do grupo principal do Grêmio, seu desempenho chamou a atenção do técnico Luiz Felipe Scolari. Porém, ele ainda não tinha completado 16 anos e não tinha contrato assinado, por isto não foi integrado ao grupo e continuou nas categorias de base. Em 10 de dezembro de 2014, Lincoln assina contrato com o Grêmio por 3 anos (até final de 2017) tornando possível seu ingresso no plantel principal do Tricolor Gaúcho. O meia tem seus direitos econômicos divididos em 50% para o clube gaúcho e 40% para a DIS Esporte, com os 10% restantes sendo da escola conveniada onde o jogador foi captado quando ainda criança.
Sua partida de estreia como profissional foi pela 1ª rodada do Gauchão 2015, contra o União Frederiquense, com vitória gremista por 3 a 0, com 16 anos e 86 dias. Quase quatro meses depois veio seu primeiro gol pela equipe principal, onde marcou aos 48 minutos do segundo tempo o segundo gol do Grêmio contra a equipe do Campinense pela primeira fase da Copa do Brasil, com 16 anos e 159 dias.
Em 2015, Lincoln foi escolhido pelo jornal britânico 'The Guardian' como uma das 50 maiores promessas do futebol internacional, em uma lista divulgada pelos ingleses. Junto com o jovem gremista, estavam outros dois brasileiros: Evander Ferreira, do Vasco da Gama e Matheus Pereira, do Corinthians.
Na temporada de 2016 recebeu oportunidade como titular logo na primeira partida do ano, quando o Grêmio colocou uma equipe reserva para enfrentar o Avaí pela Primeira Liga fora de casa, já tendo oferecido sua primeira assistência na temporada e sofrido um pênalti desperdiçado por Bobô no empate em 2 a 2.
Em 15 de março de 2016, com 17 anos e 130 dias, marcou o gol de empate contra o San Lorenzo pela 4ª rodada da fase de grupos da Copa Libertadores, tornando-se o mais jovem jogador gremista a marcar um gol na Libertadores, superando a marca anterior de Ronaldinho Gaúcho, que o tinha feito com 18 anos.
No dia 20 de março de 2016, Lincoln marcou o segundo gol do Grêmio na vitória por 2 a 1 contra o Ypiranga, pela 10ª rodada do Campeonato Gaúcho de 2016. Com isso, o atacante chegou ao terceiro gol marcado em três jogos diferentes, sendo o primeiro a conseguir o feito desde a chegada de Roger Machado no Grêmio, já que havia marcado anteriormente contra Cruzeiro/RS e San Lorenzo.

### Empréstimos e transferência para o Santa Clara
Pouco utilizado no Grêmio, Lincoln acabou sendo emprestado para o Rizespor, da Turquia, em 2017.  No clube do Oriente Médio, o meia-atacante foi campeão da TFF 1. Lig, a segunda divisão turca. A negociação rendeu R$ 2 milhões aos cofres gremistas na época.
Em 2018, novamente não foi aproveitado por Renato Gaúcho e acabou sendo emprestado para o América Mineiro. No ano seguinte, chegou a treinar com a equipe principal do Grêmio, mas não teve sequência na temporada de 2019 e acabou sendo liberado em definitivo para o Santa Clara, de Portugal, com o clube brasileiro mantendo vinte por cento dos direitos econômicos do atleta.

## Estatísticas
Até 5 de abril de 2017.

### Clubes
| Clube             | Temporada         | Campeonato nacional | Campeonato nacional | Campeonato nacional | Copa nacional[a] | Copa nacional[a] | Copa nacional[a] | Competições continentais[b] | Competições continentais[b] | Competições continentais[b] | Outros torneios[c] | Outros torneios[c] | Outros torneios[c] | Total | Total | Total   |
| Clube             | Temporada         | Jogos               | Gols                | Assist.             | Jogos            | Gols             | Assist.          | Jogos                       | Gols                        | Assist.                     | Jogos              | Gols               | Assist.            | Jogos | Gols  | Assist. |
| ----------------- | ----------------- | ------------------- | ------------------- | ------------------- | ---------------- | ---------------- | ---------------- | --------------------------- | --------------------------- | --------------------------- | ------------------ | ------------------ | ------------------ | ----- | ----- | ------- |
| Grêmio            | 2015              | 2                   | 0                   | 0                   | 1                | 1                | 0                | 0                           | 0                           | 0                           | 8                  | 0                  | 0                  | 11    | 1     | 0       |
| Grêmio            | 2016              | 10                  | 0                   | 1                   | 0                | 0                | 0                | 5                           | 1                           | 0                           | 14                 | 3                  | 3                  | 29    | 4     | 4       |
| Grêmio            | 2017              | 0                   | 0                   | 0                   | 0                | 0                | 0                | 0                           | 0                           | 0                           | 8                  | 0                  | 2                  | 8     | 0     | 2       |
| Total na carreira | Total na carreira | 12                  | 0                   | 1                   | 1                | 1                | 0                | 5                           | 1                           | 0                           | 30                 | 3                  | 5                  | 48    | 5     | 6       |

- a. ^ Jogos da Copa do Brasil
- b. ^ Jogos da Copa Libertadores e Sul Americana
- c. ^ Jogos do Gauchão, Primeira Liga e partidas amistosas

### Seleção Brasileira
Sub-17
| Ano   |       |      |         |
| Ano   | Jogos | Gols | Assist. |
| ----- | ----- | ---- | ------- |
| 2015  | 12    | 3    | 5       |
| Total | 12    | 3    | 5       |

## Títulos
Grêmio
- Campeonato Gaúcho Sub-17: 2014
- Copa do Brasil: 2016
- Campeonato Gaúcho 2019

Rizespor
- TFF 1. Lig: 2017/2018.

Fenerbahçe
- Copa da Turquia: 2022–23

Seleção Brasileira
- Torneio Nike Friendlies: 2014
- Torneio Libertador Bernardo O'Higgins: 2014
- Campeonato Sul-Americano Sub-17: 2015
- Suwon Cup: 2015[18]

### Prêmios individuais
- 50 jovens promessas do futebol mundial de 2015[19]